# Guidimakan Keri-Kaffo
Guidimakan Keri-Kaffo è un comune rurale del Mali facente parte del circondario di Kayes, nella regione omonima.
Il comune è composto da 11 nuclei abitati:
- Ambidédi Rive Droite
- Béta
- Bokediamby
- Bokoro
- Bouillagui
- Gagny
- Gakoura Rive Droite (centro principale)
- Gousséla
- Sansangué
- Sélekétégagny
- Troula